# Mulheres, Raça e Classe
Mulheres, Raça e Classe  do original Women, Race and Class é um livro de 1981 da filósofa e teórica feminista estadunidense Angela Davis sobre as relações entre as opressões de gênero, raça e classe social. Uma das mais importantes obras da autora e uma referência nos temas temas que aborda, o livro foi publicado no Brasil pela primeira vez em 2016 pela editora Boitempo, em tradução de Heci Regina Candiani e prefácio de Djamila Ribeiro. As análises e reflexões aprofundadas sobre as relações entre os temas que aborda posteriormente foi denominado como interseccionalidade pela teórica Kimberlé Crenshaw em 1989.
O volume reúne uma coleção de treze ensaios em uma abordagem feminista-marxista sobre pontos fundamentais na história dos Estados Unidos, desde a escravatura até aos movimentos da segunda onda feminista da década de 1960.

## Principais ideias
Angela Davis propõe analisar raça, classe e gênero em conjunto e não como marcadores sociais distintos. Em visita ao Brasil, em conferência realizada em São Luís do Maranhão, durante a 1ª Jornada Cultural Lélia Gonzales, a autora dissertou sobre o tema e afirmou que apesar do debate sobre questões de classe comumente se sobreporem como mais importante, é necessário considerar os outros aspectos para entender como, juntos, podem criar diferentes tipos de opressão:
“É preciso compreender que classe informa a raça. Mas raça, também, informa a classe. E gênero informa a classe”, diz. “Raça é a maneira como a classe é vivida. Precisamos refletir bastante para perceber as intersecções entre raça, classe e gênero, de forma a perceber que entre essas categorias existem relações que são mútuas e outras que são cruzadas. Ninguém pode assumir a primazia de uma categoria sobre as outras.”
Mulheres, Raça e Classe aborda questões como a escravidão, o encarceramento em massa da população negra, estupro, aborto, direitos reprodutivos e trabalho doméstico. Desde a ligação histórica que liga o trabalho prisional ao regime escravocrata até o questionamento da lógica punitivista, já que o sujeito negro foi aquele construído como violento e perigoso, inclusive a mulher negra, cada vez mais encarcerada.